# حركة ستيكانوفايت

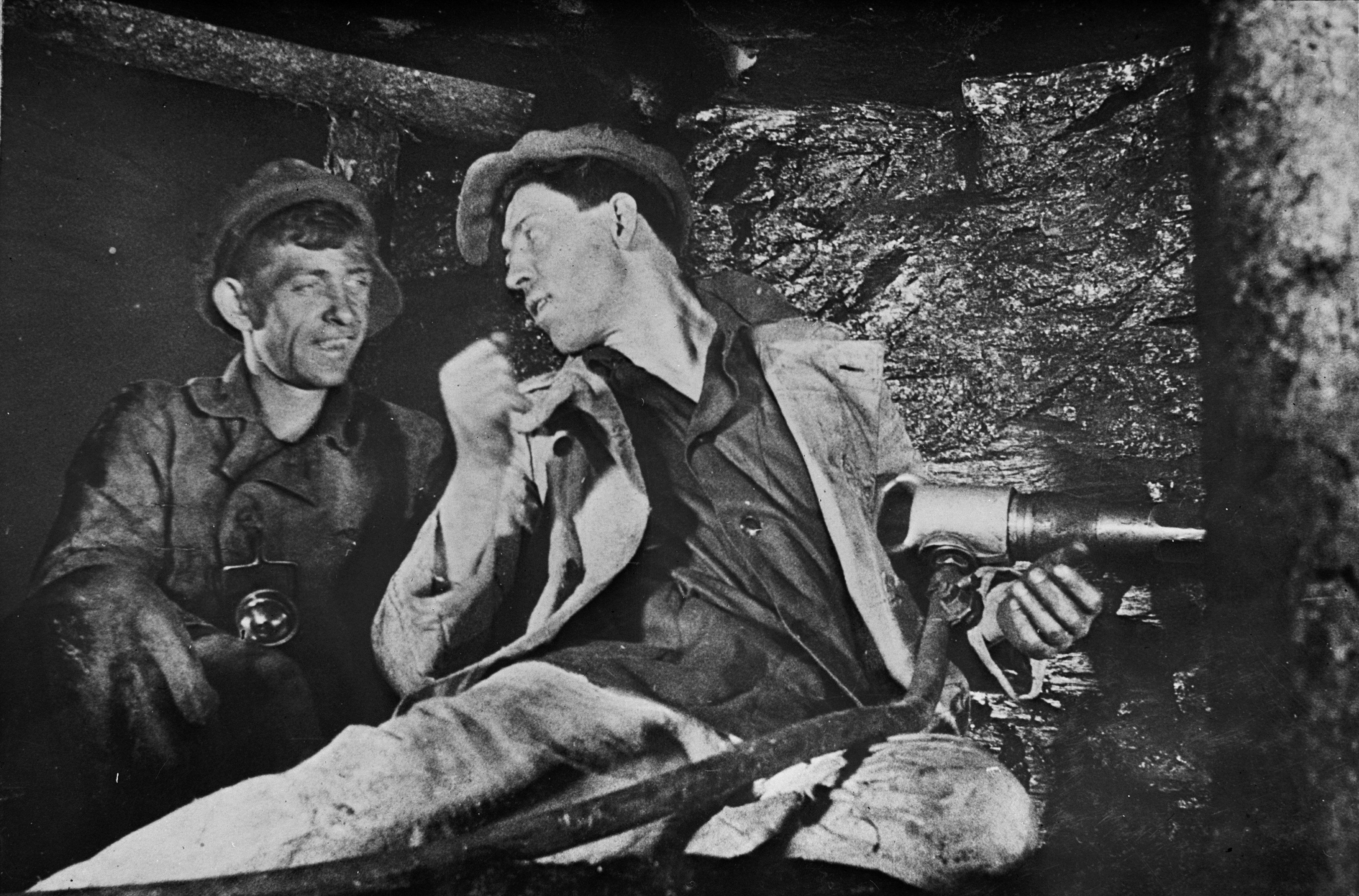
ألكسي جريجوريفيتش ستيكانوف مع عامل منجم زميل له

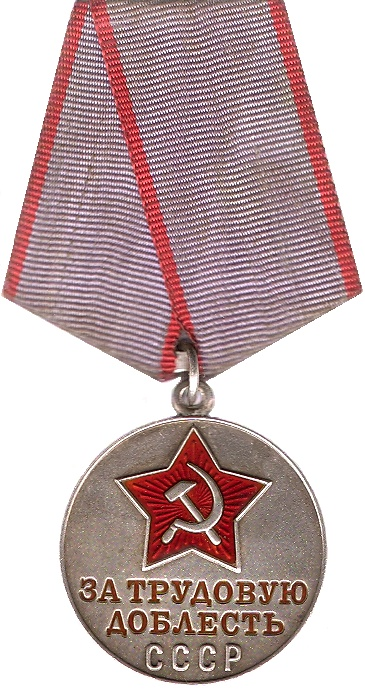
الميدالية السوفيتية للشجاعة في العمل (Labour Valour)

في التاريخ السوفيتي تتبع حركة ستيكانوفايت (стахановец) مثال ألكسي جريجوريفيتش ستيكانوف، عن توظيف العمل الشاق أو الكفاءة التيلورية لتحقيق الأهداف بشكل كبير في العمل.

## معلومات تاريخية
بدأت حركة ستيكانوفايت خلال الخطة الخمسية التالية عام 1935 كمرحلة جديدة للمنافسة الاشتراكية. وقد سميت حركة ستيكانوفايت على اسم ألكسي ستيكانوف، الذي كان قد نقب 102 طن من الفحم في أقل من 6 ساعات (يعادل 14 مرة لحصته المحددة). ومع ذلك، سيتم «تحطيم» رقمه القياسي قريبًا بواسطة زملائه. ففي الأول من فبراير عام 1936، أفادت التقارير أن نيكيتا إيزوتوف قام بالتنقيب عن 607 أطنان من الفحم في فترة عمل واحدة.
سرعان ما انتشرت حركة ستيكانوفايت، بدعم وقيادة الحزب الشيوعي لعموم الاتحاد (البلاشفة)، بين الصناعات الأخرى في الاتحاد السوفيتي. وكان المبادرون بتأسيس هذه الحركة ألكسندر بزيجين (قطاع السيارات) ونيكولاي سمتنين (قطاع الأحذية) ويفدوكيا وماريا فينوجرادوف (قطاع الغزل والنسيج) وآي آي جيودف (قطاع آلات التشغيل) وفي إس كوسينسكي (قطاع الأخشاب) وبيوتر كريفونوس (السكك الحديدية) وباشا أنجلينا (تم تمجيدها كأول امرأة سوفيتية تشغل جرارًا) وكونستانتين بورين وماريا ديمتشينكو (الزراعة) وغيرهم الكثير.
ومن 14-17 نوفمبر، 1935، عُقد مؤتمر ستيكانوفايت لعموم الاتحاد في الكرملين، والذي أكد على الدور البارز لحركة ستيكانوفايت في إعادة البناء الاشتراكية للاقتصاد الوطني. وفي ديسمبر 1935، ناقشت الجلسة المكتملة للجنة المركزية لعموم اتحاد الحزب الشيوعي (البلاشفة) بالتحديد جوانب تطوير الصناعة ونظام النقل في ضوء حركة ستيكانوفايت. وقال قرار اللجنة: «إن حركة ستيكانوفايت تعني تنظيم العمل بطريقة جديدة وترشيد العمليات التكنولوجية وتقسيم العمل بشكل صحيح وإعفاء العمال المؤهلين من الأعمال التمهيدية الثانوية وتحسين مكان العمل وتوفير النمو السريع لـإنتاجية العمل وتأمين زيادة كبيرة في رواتب العمال».
ووفقًا لقرارات اللجنة، نظم السوفييت شبكة واسعة من التدريب الصناعي وحددوا دورات خاصة لرؤساء عمال العمل الاشتراكي. وفي عام 1936، راجع عدد من المؤتمرات الصناعية والتقنية الطاقات الإنتاجية المتوقعة لصناعات مختلفة وزادوا من إنتاجيتها. كما أنهم قدموا مسابقات ستيكانوفايت داخل المصانع والمعامل، مقسمة إلى فترات من خمسة أيام (пятидневка، أو pyatidnevka) و10 أيام (декада، أو dekada) و30 يومًا (месячники، أو mesyachniki). وغالبًا ما تُنشئ إدارة المصنع كتائب أو إدارات ستيكانوفايت، التي وصلت إلى إنتاج جماعي مستقر أعلى من ذي قبل.
وكانت النساء في ستيكانوفايت أقل بكثير من الرجال، ولكن تم تخصيص ربع لجميع نساء الاتحادات النقابية باسم «كاسرات القواعد».” وكانت الأغلبية في حركة ستيكانوفايت في الأرياف للنساء، مثل الحلابات وراعيات العجول والعاملات في الحقول.
وقد استحقت المعارضة للحركة لقب "الهادم.”
ادعت السلطات السوفيتية أن حركة ستيكانوفايت قد تسببت في زيادة كبيرة في إنتاجية العمل. فقد أفادت التقارير أنه خلال الخطة الخمسية الأولى (1929–1932) زادت إنتاجية العمل الصناعي بنسبة 41%. بينما أفادت بأنه خلال الخطة الخمسية الثانية (1933–1937) زادت بنسبة 82%. وتم استخدام مناقشة مشروع الدستور في الثلاثينيات (1930) لتشجيع القيام بموجة ثانية للحركة.
خلال الحرب العالمية الثانية، استخدمت الحركة أساليب مختلفة لزيادة الإنتاجية، مثل تشغيل عدة آلات عمل في وقت واحد والجمع بين المهن. وكان أعضاء الحركة مسؤولين عن تنظيم حركة المائتين (двухсотники, أو dvukhsotniki; وهي القيام بـ 200% أو أكثر من الحصة المحددة في فترة العمل الواحدة) وحركة الألف (тысячники، أو tysyachniki; وهي القيام بـ 1000% من المعيار في فترة العمل الواحدة). وقد استمرت الحركة في الانتشار على نطاق واسع بعد الحرب.
تم تشجيع ستيكانوف وغيره من «العمال النموذجيين» في الصحافة والأدب والسينما، وحث العمال الآخرين لمحاكاة أمثلتهم البطولية. والأكثر من ذلك أن إنجازات أعضاء الحركة عملت بمثابة حجة لصالح زيادة حصص العمل.

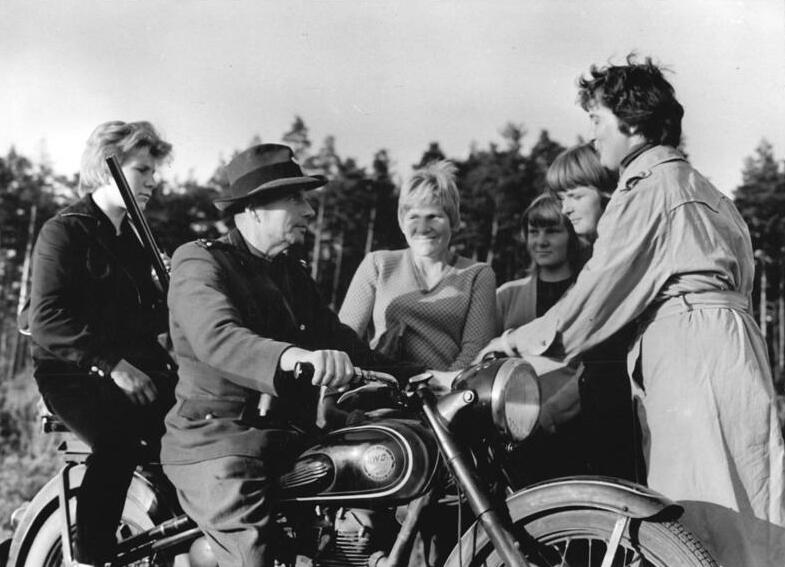
بغض النظر عن وفاة ستالين عام 1953، واصل الاتحاد السوفيتي والبلدان التابعة له تشجيع العمال على تجاوز أهداف الإنتاج ونشر قصص من قاموا بذلك. وفي سبتمبر 1959 بالقرب من بلدة نيوزتريلتز، ألمانيا الشرقية، هنأ حراجي يقود دراجته النارية AWO 425T فريقًا من النساء اللاتي حققن 184% من هدف العمل بزراعة 25000 شتلة في الوقت الذي كان مخصصًا لهن حصة مقادرها 16000 شتلة فقط.

في عصر التبرؤ من الستالينية، الذي سعى لتقويض أي إنجازات تحققت خلال نظام ستالين، تم الإعلان عن أن حركة ستيكانوفايت كانت مناورة دعائية لستالين. وحيثما حصل العمال على أفضل المعدات ووجدوا أفضل الظروف، تنتج أفضل النتائج. وبعد وفاة ستالين، تم استبدال نظامه بكتائب «العمل الاشتراكي». وفي عام 1988 ادعت صحيفة كومسومولسكايا برافدا السوفيتية أن الانجازات الشخصية لستيكانوف التي انتشرت على نطاق واسع كانت إطراءً مغالى فيه. وقد أصرت الصحيفة أن ستيكانوف استخدم عددًا من المساعدين لدعم العمال، بينما تم حساب الإنتاجية له وحده. وقد أدى نهج ستيكانوف في النهاية إلى زيادة الإنتاجية عن طريق تحسين تنظيم العمل، بما في ذلك التخصص وتسلسل المهام، وذلك وفقًا لوسائل إعلام الدولة السوفيتية.

## في الأدب
رواية يوري كريموف الناقلة الناقلة «دربنت» وفيلم روائي سوفيتي طويل سُمي على اسم الكتاب، هما عن الستيكانوفيتية في نقل النفط عبر بحر قزوين.
فيلم *إليو بيتري الطبقة العاملة تذهب إلى الجنة وهو يتمحور حول حركة ستيكانوفايت.
رواية *هاري تيرتليدوف المصارع، التي وقعت أحداثها في عالم بديل سادت فيه الشيوعية في الحرب الباردة، لها عدة مراجع للستيكانوفيتية كنماذج إنتاجية.
فيلم *آندريه وايدا رجل من رخام يستكشف عملية صنع الأسطورة وراء الستيكانوفيتية البولندية الخيالية، وهو يحكي قصة صعوده وسقوطه في النهاية من العلو.